# Antón Vorobiov
Antón Vorobiov (Dmitrov, Óblast de Moscú, 12 de octubre de 1990) es un ciclista ruso. En inglés su nombre es transliterado Vorobyev.

## Palmarés
2011
- Memorial Davide Fardelli

2012
- Campeonato Mundial Contrarreloj sub-23

2014
- Campeonato de Rusia Contrarreloj

2015
- 1 etapa de los Tres Días de Flandes Occidental

2016
- 2 etapas del Circuito de la Sarthe

2017
- 3.º en el Campeonato de Rusia Contrarreloj

2018
- 1 etapa de los Cinco Anillos de Moscú
- 3.º en el Campeonato de Rusia Contrarreloj

2019
- 2.º en el Campeonato de Rusia Contrarreloj

## Resultados en Grandes Vueltas y Campeonatos del Mundo
| Carrera              | Carrera              | 2010 | 2011 | 2012 | 2013 | 2014 | 2015 | 2016  | 2017 | 2018 | 2019 |
| -------------------- | -------------------- | ---- | ---- | ---- | ---- | ---- | ---- | ----- | ---- | ---- | ---- |
|                      | Giro de Italia       | —    | —    | —    | —    | —    | Ab.  | 100.º | —    | —    | —    |
|                      | Tour de Francia      | —    | —    | —    | —    | —    | —    | —     | —    | —    | —    |
|                      | Vuelta a España      | —    | —    | —    | —    | —    | —    | —     | —    | —    | —    |
| Mundial en Ruta      | Mundial en Ruta      | —    | —    | —    | —    | —    | —    | Ab.   | —    | —    | —    |
| Mundial Contrarreloj | Mundial Contrarreloj | —    | —    | —    | —    | 8.º  | —    | 16.º  | —    | 42.º | —    |

—: no participa

Ab.: abandono

## Equipos
- Itera-Katusha (2010-2011)
  - Itera-Katusha (2010)[1]
  - Itera-Katusha (2011 hasta julio)
- Katusha (2012-2016)
  - Katusha Team (2012)[2]
  - Katusha (2013)
  - Team Katusha (2014-2016)
- Gazprom-RusVelo (2017)
- Gazprom-RusVelo (2019)